# HR 8799 d
HR 8799 d è un pianeta extrasolare che orbita attorno alla stella bianca di sequenza principale HR 8799, situata nella costellazione di Pegaso a 129 anni luce dal sistema solare.

## Caratteristiche

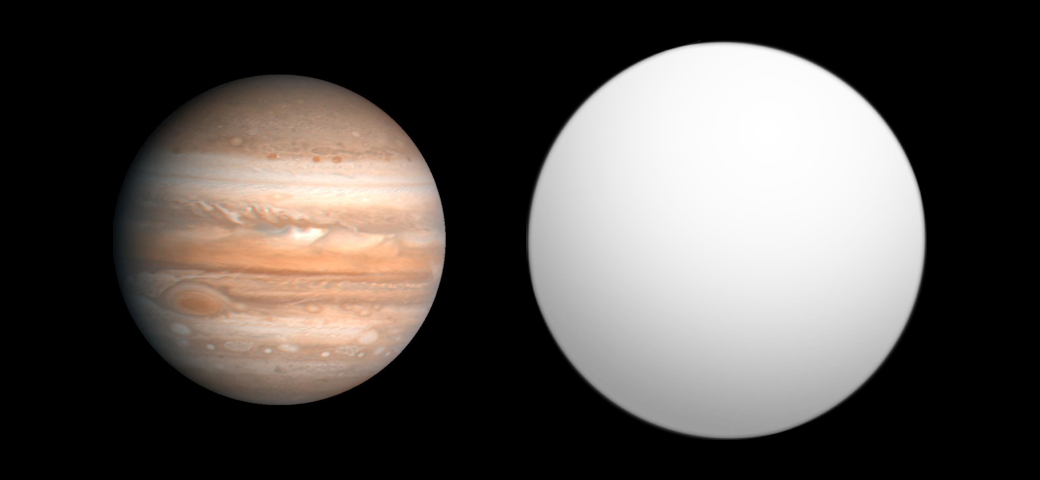
Raffronto tra le dimensioni di Giove e quelle di HR 8799 d

La massa del pianeta è compresa tra le 7 e le 13 volte quella di Giove, con un raggio dal 20 al 30% superiore rispetto a quello del gigante del sistema solare. Il pianeta orbita ad una distanza media dalla stella madre di circa 24 UA, con un'eccentricità orbitale superiore a 0,04 ed un periodo di circa 100 anni.
Assieme ad altri due dei quattro pianeti del sistema, b e c, HR 8799 d è stato scoperto il 13 novembre 2008 tramite i telescopi Keck e Gemini Nord, nelle Hawaii, che hanno consentito l'osservazione diretta dei corpi celesti.